# 人力资本
人力资本（英語：Human capital）指人的知識、經驗、制度與習慣等。与马克思主义中的劳动力相似。
人力資本分成个体或群体兩個方面，具備這些資本的勞工，擁有更高的生產能力，产生經濟價值。要计算它的值，一般是通过假设的等比数列求和，计算个体或群体在其职业生涯中预期产生的总收入，作为人力资本。
人力資本可以經過教育等投資手段來增長。
人们在从事生产的过程中，不断地将大量资源投入于制造资本品的同时，还以各种方式对自身进行投资，用于提高人的智力、体力与道德素质等，以期形成更高的生产能力；从这一点看，人力资本的形成与物质资本并无区别，因而将人力视作一种资本，即人力资本。
把握人力资本的概念深化认识了人们的潜力与经济能量。
人力资本是通过劳动力市场工资决定机制进行间接市场定价的，由学校教育、家庭教育、职业培训、卫生保健、劳动力迁移和劳动力就业信息收集与扩散等途径而获得的，能提高投资接受体的技能、学识、健康、道德水平和组织管理水平的总和。人力资本是由后天通过耗费一定量的稀缺资源形成的，这种投资是为增加未来收益而进行的。

## 相關
- 西奧多·威廉·舒爾茨
- 面试
- 招聘
- 獵頭 (招聘)（或稱挖角）
- 人力派遣
- 人力資源管理
- 人力銀行

## 資料來源
1. ↑  .   [2024-07-10]. 采用劳动力终生收入的贴现值衡量人力资本总量

## 外部連結
- （繁體中文） 詞條名稱：人力資本理論 （页面存档备份，存于）